# Zweckbetrieb
Ein Zweckbetrieb ist ein wirtschaftlich ausgerichteter Teilbereich einer Körperschaft, die ansonsten gemeinnützig oder öffentlich-rechtlich tätig ist.
Die Unterscheidung zwischen einem (begünstigten) Zweckbetrieb und einem (nicht begünstigten) gewerblichen Betrieb ist vor allem aus steuerrechtlicher Sicht von Bedeutung. Die gewerblichen Geschäftsbetriebe der gemeinnützigen Körperschaften unterliegen der Ertragsteuerpflicht und werden jenseits der Freigrenzen besteuert. Verluste nicht begünstigter wirtschaftlicher Geschäftsbetriebe können als Mittelfehlverwendung den Gemeinnützigkeitsstatus gefährden.
Die Einkünfte eines Zweckbetriebs hingegen unterliegen – unabhängig von der Höhe des erwirtschafteten Gewinns – nicht den Ertragsteuern. Ebenso sind die Umsätze eines Zweckbetriebs meist von der Umsatzsteuer befreit (§ 4 UStG) oder aber sie unterliegen dem ermäßigten Steuersatz (§ 12 Abs. 2 Nr. 8 a) UStG). Damit kann ein Zweckbetrieb eine wichtige (wenn nicht die einzige) Einnahmequelle und ein zentraler Bereich der Verwirklichung der satzungsmäßigen Aufgaben sein. Verluste eines Zweckbetriebes dürfen aus Spendenmitteln oder anderen freien Mitteln finanziert werden.

## Zweckbetriebe der gemeinnützigen Organisationen
Ein wirtschaftlicher Geschäftsbetrieb ist eine selbständige nachhaltige Tätigkeit, durch die Einnahmen oder andere wirtschaftliche Vorteile erzielt werden und die nicht Vermögensverwaltung ist (§ 14 AO). Eine solche Gewerbeausübung ist grundsätzlich steuerpflichtig und eine Steuerbefreiung nur dann gerechtfertigt, wenn diese Tätigkeit einen notwendigen und untrennbaren Teil der gemeinnützigen Arbeit darstellt. 
In Abgrenzung zu einem rein wirtschaftlichen Geschäftsbetrieb ist ein Zweckbetrieb gegeben, wenn
1. der Geschäftsbetrieb in seiner Gesamtrichtung dazu dient, die steuerbegünstigten satzungsmäßigen Zwecke der Körperschaft zu verwirklichen,
2. die Zwecke nur durch einen solchen Geschäftsbetrieb erreicht werden können und
3. der wirtschaftliche Geschäftsbetrieb zu nicht begünstigten Betrieben derselben oder ähnlicher Art nicht in größerem Umfang in Wettbewerb tritt, als es bei Erfüllung der steuerbegünstigten Zwecke unvermeidbar ist (§ 65 AO).

In § 68 AO werden zusätzlich konkrete Zweckbetriebe aufgeführt. Zum Beispiel:
- Alten-, Altenwohn- und Pflegeheime, Erholungsheime, Mahlzeitendienste, wenn sie in besonderem Maß den in § 53 AO genannten Personen dienen (§ 66 Abs. 3 AO),
- Kindergärten, Kinder-, Jugend- und Studentenheime, Schullandheime und Jugendherbergen,
- Werkstätten für behinderte Menschen, die nach den Vorschriften des Dritten Buches Sozialgesetzbuch förderungsfähig sind und Personen Arbeitsplätze bieten, die wegen ihrer Behinderung nicht auf dem allgemeinen Arbeitsmarkt tätig sein können,
- Einrichtungen der Fürsorgeerziehung und der freiwilligen Erziehungshilfe,
- kulturelle Einrichtungen, wie Museen, Theater, und kulturelle Veranstaltungen, wie Konzerte, Kunstausstellungen; dazu gehört nicht der Verkauf von Speisen und Getränken,
- Volkshochschulen und andere Einrichtungen, soweit sie selbst Vorträge, Kurse und andere Veranstaltungen wissenschaftlicher oder belehrender Art durchführen; dies gilt auch, soweit die Einrichtungen den Teilnehmern dieser Veranstaltungen selbst Beherbergung und Beköstigung gewähren,
- Wissenschafts- und Forschungseinrichtungen, deren Träger sich überwiegend aus Zuwendungen der öffentlichen Hand oder Dritter oder aus der Vermögensverwaltung finanziert.

Aus organisatorischen und strukturellen Notwendigkeiten tendieren gemeinnützige Körperschaften vermehrt dazu, die wirtschaftlich erfolgreichen Zweckbetriebe (z. B. Altenheim, Krankenhaus, Pflegedienst) in eine neu gegründete Tochtergesellschaft auszugliedern. Die neue Gesellschaft wird hierbei meist in der Form einer gGmbH geführt.

## Zweckbetriebe der öffentlich-rechtlichen Körperschaften
Gemeinden etwa dürfen Zweckbetriebe einrichten, wenn der öffentliche Zweck das Unternehmen rechtfertigt und dieser Zweck durch das Unternehmen wirtschaftlich erfüllt werden kann und das Unternehmen nach Art und Umfang in einem angemessenen Verhältnis zu der Leistungsfähigkeit der Gemeinde und zum voraussichtlichen Bedarf steht. 
Die Gemeinde hat bei der Wahl der Rechtsform des Zweckbetriebes ein weites Ermessen. Im Bereich der öffentlich-rechtlichen Organisationsformen kommen der Regiebetrieb (ohne eigene Rechtspersönlichkeit), der Eigenbetrieb und der Zweckverband in Frage. Privatrechtlich lässt sich der Zweckbetrieb als Tochtergesellschaft oder als Beteiligungsgesellschaft betreiben. Als Rechtsformen kommen hier Personengesellschaften OHG, KG, GbR (ohne eigene Rechtspersönlichkeit) oder Kapitalgesellschaften (AG, GmbH, KGaA) und Mischformen in Betracht. Eine Sonderform sind die eingetragenen Genossenschaften (eG), die Versicherungsvereine auf Gegenseitigkeit (VVaG) und die Partenreedereien (Seehandelsschifffahrt). 